# Ewout Holst
Ewout Holst (ur. 8 października 1978 w Den Haag) – holenderski pływak, specjalizujący się w stylu dowolnym i motylkowym.
W 2001 roku wywalczył srebrny medal podczas mistrzostw Europy na krótkim basenie w Antwerpii w sztafecie 4 × 50 m stylem dowolnym. Rok później zdobył w tej samej sztafecie złoto w Riesie.
Wystartował na igrzyskach olimpijskich w Sydney (2000) w sztafecie 4 × 100 m stylem dowolnym (sztafeta została zdyskwalifikowana).